# Eltinho
Elton Divino Célio, mais conhecido como Eltinho, (Guaíra, 7 de julho de 1987), é um futebolista brasileiro que atua como lateral-esquerdo, volante, meia, atacante. Atualmente, defende o Paraná.

## Carreira
Eltinho começou sua carreira no Paraná, em 2005, ganhando a titularidade após o segundo turno, com boas atuações. No ano seguinte, foi campeão paranaense e ajudou o Paraná a conquistar uma vaga na Libertadores da América. Em 2007, foi tentar a sorte no Japão, jogando pelo Yokohama Marinos.
Após uma única temporada fora do país, retornou ao Brasil, como jogador do Cruzeiro, tendo participado na conquista do Campeonato Mineiro de 2008.
Entretanto, mais tarde, ainda em 2008, acabou se transferindo para o Flamengo, a pedido do técnico Caio Júnior.
Depois chegou ao elenco do Avaí para disputar a temporada 2009 do Campeonato Catarinense e da Série A do campeonato brasileiro. No time catarinense foi um dos grandes destaques no Brasileirão e, ao término do campeonato, foi muito assediado para possíveis transferências. Mas Eltinho resolveu permanecer no Avaí e estendeu o seu contrato até o final de 2012. Com o Leão da Ilha na próxima temporada, iria disputar o Campeonato Catarinense, Copa do Brasil, Copa Sul-Americana e Campeonato Brasileiro.
Porém, na quarta rodada do Campeonato Catarinense, Eltinho anunciou sua transferência para o Internacional. No colorado, jogou apenas duas partidas e marcou um gol. Devido ao não pagamento das parcelas pela contratação do jogador por parte do Internacional, o jogador teve seu contrato com o rescindido, voltando ao Avaí.
Para a temporada de 2011, Eltinho foi anunciado como reforço do Coritiba. No dia 10 de junho de 2013, foi emprestado ao Náutico por 1 ano.Eltinho voltou ao Coritiba, mas sem espaço foi emprestado novamente, desta vez ao Avaí, clube no qual obteve destaque para o cenário nacional.
Em 2015 o Avaí comprou seus direitos econômicos.
Rescindiu seu contrato com o clube catarinense em janeiro de 2016, por salários atrasados. 
Em abril de 2017 foi anunciado pelo ABC como reforço até o fim da temporada, visando a disputa da Série B, Eltinho chega ao clube após indicação do técnico Geninho com quem já havia trabalhado no Avaí.
Em abril de 2024, retorna ao Paraná após 18 anos para disputar a Divisão de Acesso do Campeonato Paranaense do mesmo ano.

## Títulos
Paraná
- Campeonato Paranaense: 2006

Cruzeiro
- Campeonato Mineiro: 2008

Avaí
- Campeonato Catarinense: 2009

Coritiba
- Campeonato Paranaense: 2011, 2012 e 2013

### Prêmios individuais
- Seleção do Campeonato Gaúcho: 2021